# Eulepidotis ornata
Eulepidotis ornata är en fjärilsart som beskrevs av Bar 1876. Eulepidotis ornata ingår i släktet Eulepidotis och familjen nattflyn. Inga underarter finns listade i Catalogue of Life.